# Humbert Augustynowicz
„Sir“ Humbert Augustynowicz (* 1935) ist ein österreichischer Jazzpianist.
Augustynowicz arbeitete zunächst mit Fatty George und dem Bill Grah Trio. Mit der Printers Jazzband spielte er 1972 ein Album mit Ben Webster ein. Zu dem Album On a Saturday Night der Vienna City Ramblers 1992 trug Augustynowicz nicht nur als Pianist der Band, sondern auch als Komponist und Arrangeur erheblich bei. Später gehörte er zum Teddy Ehrenreich Quartett und zur Barrelhouse Jazzband Vienna, mit der er diverse Alben eingespielt hat. Auch ist er auf Aufnahmen mit dem Quartett von Alfons Würzl und mit Franz Biliks Brogressivschrammeln ( Pfui Teufel, mir graust... 1973) zu hören.